# Albert Richard

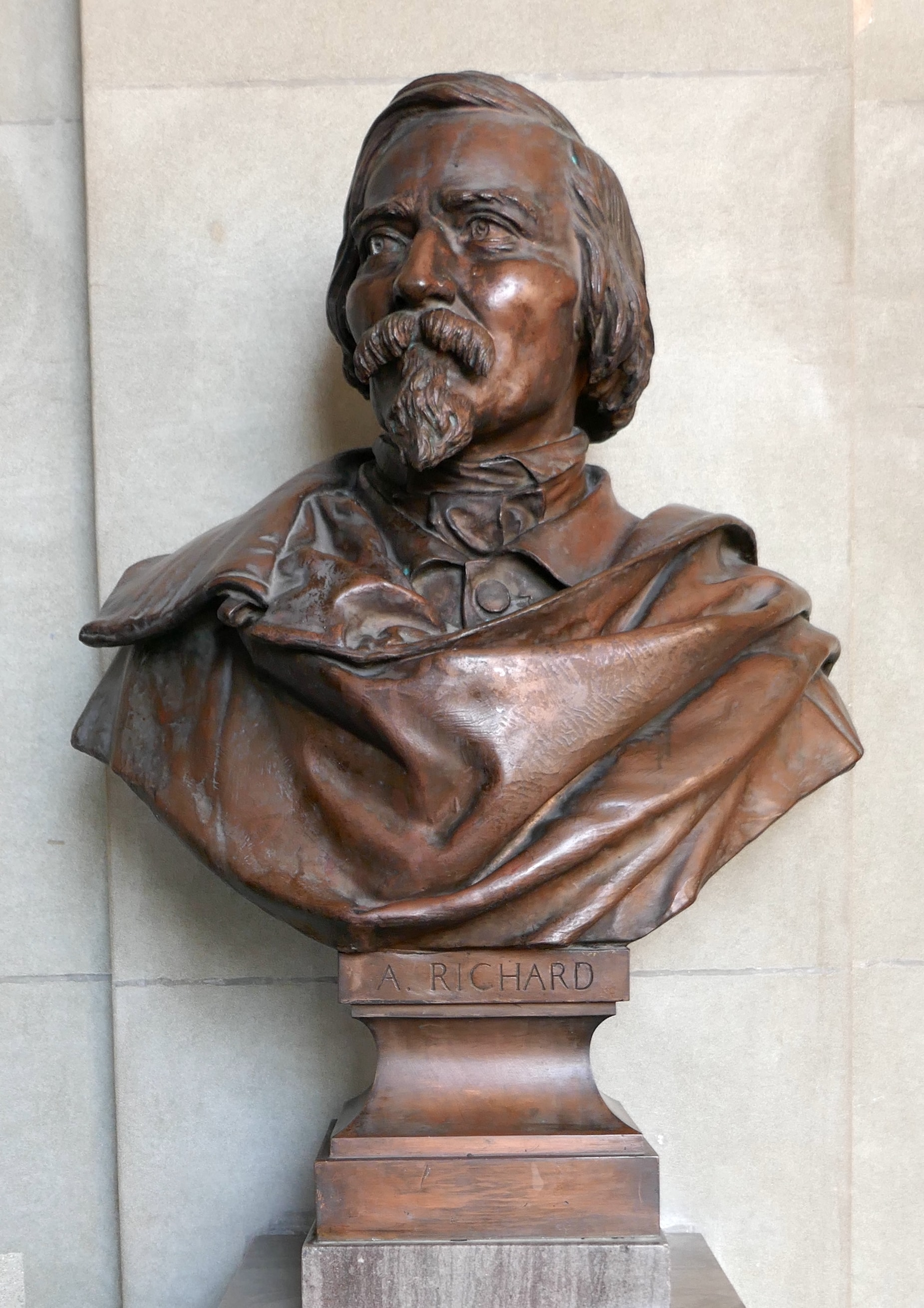
Büste von Albert Richard in der "Uni Bastions" in Genf

Albert Richard  (* 1. Dezember 1801 in Orbe; † 11. November 1881 in Carouge) war ein Schweizer Schriftsteller und Romanist.

## Leben und Werk
Richard, Autodidakt (ursprünglich Schreiner, dann Drucker), unterrichtete von 1835 bis 1847 als Lehrer für Französisch am Obergymnasium in Bern und lehrte von 1847 bis 1870 Vergleichende Literaturwissenschaft an der Genfer Akademie (Académie de Genève, später: Universität Genf). Seine patriotische Dichtung machte ihn in der Westschweiz bekannt. In Genf ist eine Strasse nach ihm benannt.

## Werke
- Manuel de prononciation et de débit oratoire, Weingart, Bern 1845; Jent und Reinert, 1851; Flick, Genf 1862, 1871.
- Poésies. Vaney, Genf 1851.
- Morat. Vaney, Genf 1862 (Dichtung über die Schlacht bei Murten).
- Mélanges poétiques. Cherbuliez, Genf 1884 (Vorwort von Marc Monnier).